# Де Вламинк, Роже
Роже де Вламинк (фр. Roger нидерл. De Vlaeminck; род. 24 августа 1947, Экло) — бельгийский шоссейный и кроссовый велогонщик; второй после своего очного соперника Эдди Меркса по количеству побед на главных классических велогонках. Он удерживает рекорд побед на монументе Париж — Рубе (4) и многодневке Тиррено — Адриатико (6 подряд).

## Карьера
После окончания школы Роже де Вламинк играл нападающим за «ФК Экло» и задумывался о профессиональной карьере футболиста. Но его старший брат Эрик начал добиваться больших успехов в велокроссе, и Роже также решил попробовать силы в велоспорте, в том числе шоссейном. В 1965 году он выиграл одну юниорскую велогонку, а через год — уже 25. В 1968 году оба брата взяли золото на чемпионате мира по велокроссу: Эрик среди профессионалов, а Роже среди любителей. Через 7 лет Роже повторил успех в гонке профессионалов, где его брат до сих пор удерживает рекорд — 7 побед. Младший Вламинк участвовал в Олимпиаде 1968 года, где финишировал 18-м; на следующий год он перешёл в профессионалы. Его первой значимой победой стал Омлоп Хет Волк, на Милан — Сан-Ремо и Гент — Вевельгем он стал вторым. В том же 1969 году он выиграл национальный чемпионат, что ему удалось повторить 12 лет спустя.
В 1970-е годы де Вламинк и Эдди Меркс разыграли множество побед на классических гонках, кроме них только ещё один бельгиец Рик ван Лой выигрывал все 5 монументальных гонок. Особенно удачно Роже выступал на Париж — Рубе, где выигрывал 4 раза, а вот оба бельгийских монумента покорялись ему лишь по разу. Из престижнейших однодневок на счету бельгийца нет лишь победы на чемпионате мира, где в 1975 году он уступил золото Хенни Кёйперу. В 1972—1977 годах он 6 раз подряд первенствовал на Тиррено — Адриатико, в то время как у ближайших преследователей лишь по две победы. Трижды де Вламинк стартовал на Тур де Франс, выиграв этап в 1970 году. Чаще других Гранд Туров он выступал на Джиро д'Италия, где Роже выиграл 22 этапа и 3 титула лучшего спринтера. В последний год карьеры бельгийцу покорился этап третьей супермногодневки, Вуэльты Испании. После завершения карьеры, принёсшей ему 257 побед, де Вламинк тренировал участников велокросса, в 2000-х годах он работал со сборной Зимбабве.

## Главные победы на шоссе
- Милан — Сан-Ремо (1973, 1978, 1979)
- Тур Фландрии (1977)
- Париж — Рубэ (1972, 1974, 1975, 1977)
- Льеж — Бастонь — Льеж (1970)
- Джиро ди Ломбардия (1974, 1976)
- Тиррено — Адриатико (1972—1977)
- Тур Швейцарии (1970)
- 22 этапа (1972—1979) и  спринтерский зачёт (1972, 1974, 1975) Джиро д'Италия
- 1 этап Тур де Франс (1970)
- 1 этап Вуэльты Испании (1984)
- Групповая гонка чемпионата Бельгии (1969, 1981)
- Омлоп Хет Волк (1969, 1979)
- Флеш Валонь (1971)
- Париж — Брюссель (1981)
- Чемпионат Цюриха (1975)
- Кюрне — Брюссель — Кюрне (1970, 1971)
- Приз Фландрии (1971)
- Милан — Турин (1972, 1974)